# Barokní hřbitov ve Střílkách
Barokní hřbitov ve Střílkách je jedinečnou a významnou památkou svého druhu z období baroka ve střední Evropě. Nachází se v obci Střílky v okrese Kroměříž.

## Popis

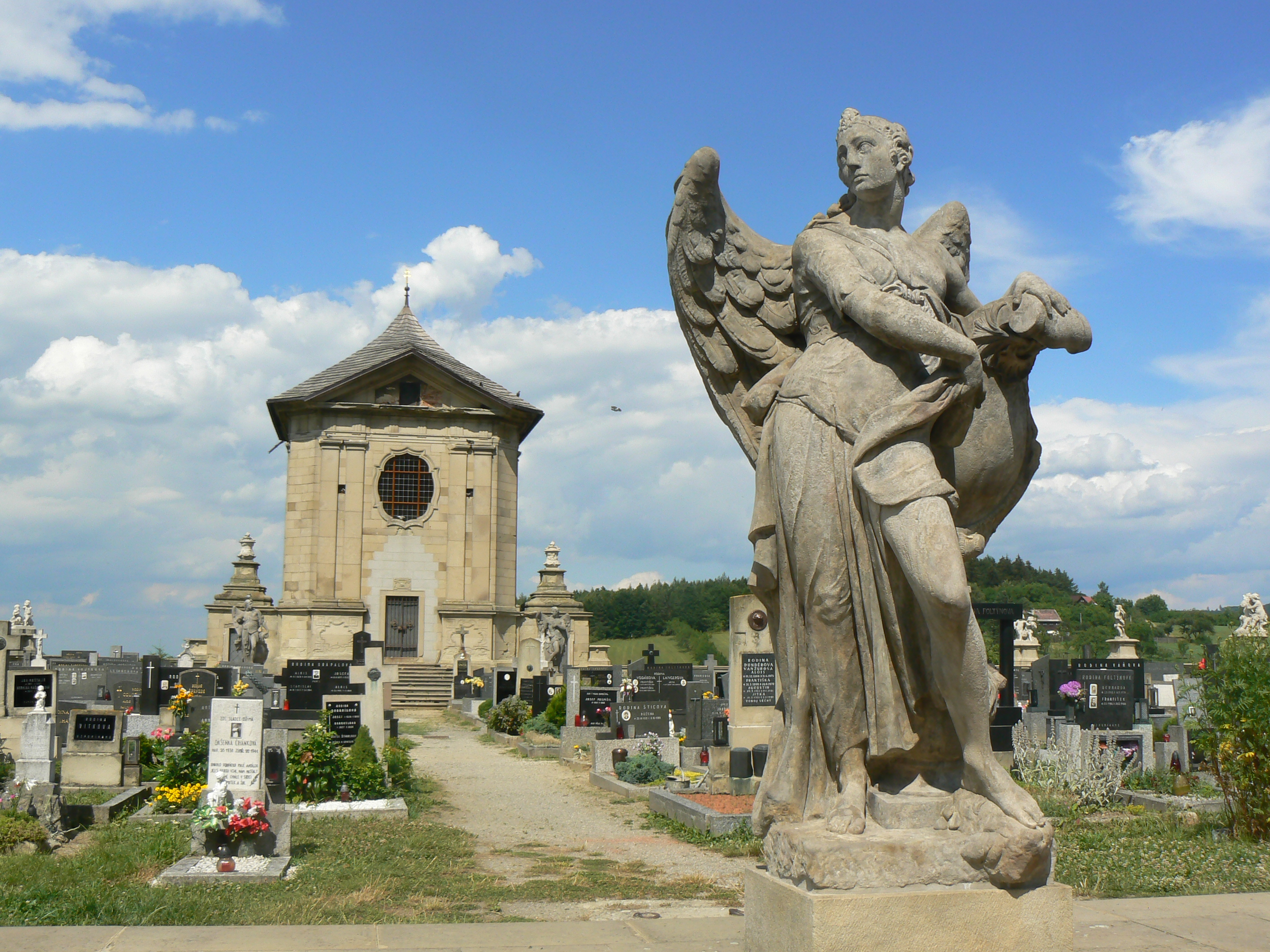
Socha anděla - strážce hřbitova.

Hřbitov se rozprostírá v horní části obce na vyvýšenině naproti kostelu. Je ohraničen masivní pískovcovou zdí. V letech 1730-1743 ho nechal vystavět Antonín Amand Petřvaldský z Petřvaldu. Za autora je pokládán stavitel Cyrani z Bolleshausu. Hřbitov zaujímá rozlohu téměř 2000 m², je čtvercového půdorysu s vykrojenými rohy. Dvouramenné schodiště vede na vstupní plošinu se sochou anděla smrti v nadživotní velikosti. Pod plošinou se nachází krypta. V zadní části hřbitova stojí pohřební kaple, pod níž jsou další dvě krypty, v níž jsou pohřbeni hrabata Künburgové. Hřbitov je vyzdoben sochami od Gottfrieda Fritsche, některé vytvořil jeho bratr Josef Antonín. Sousoší na pravé straně hřbitovní zdi znázorňují lidské ctnosti, na levé straně jsou neřesti. Dále jsou zde čtyři kamenné vázy, před kaplí stojí dvě sochy andělů v nadživotní velikosti.
Promyšlený odvodňovací systém hřbitova umožňuje rychlejší tlení pohřbených těl.

## Opravy

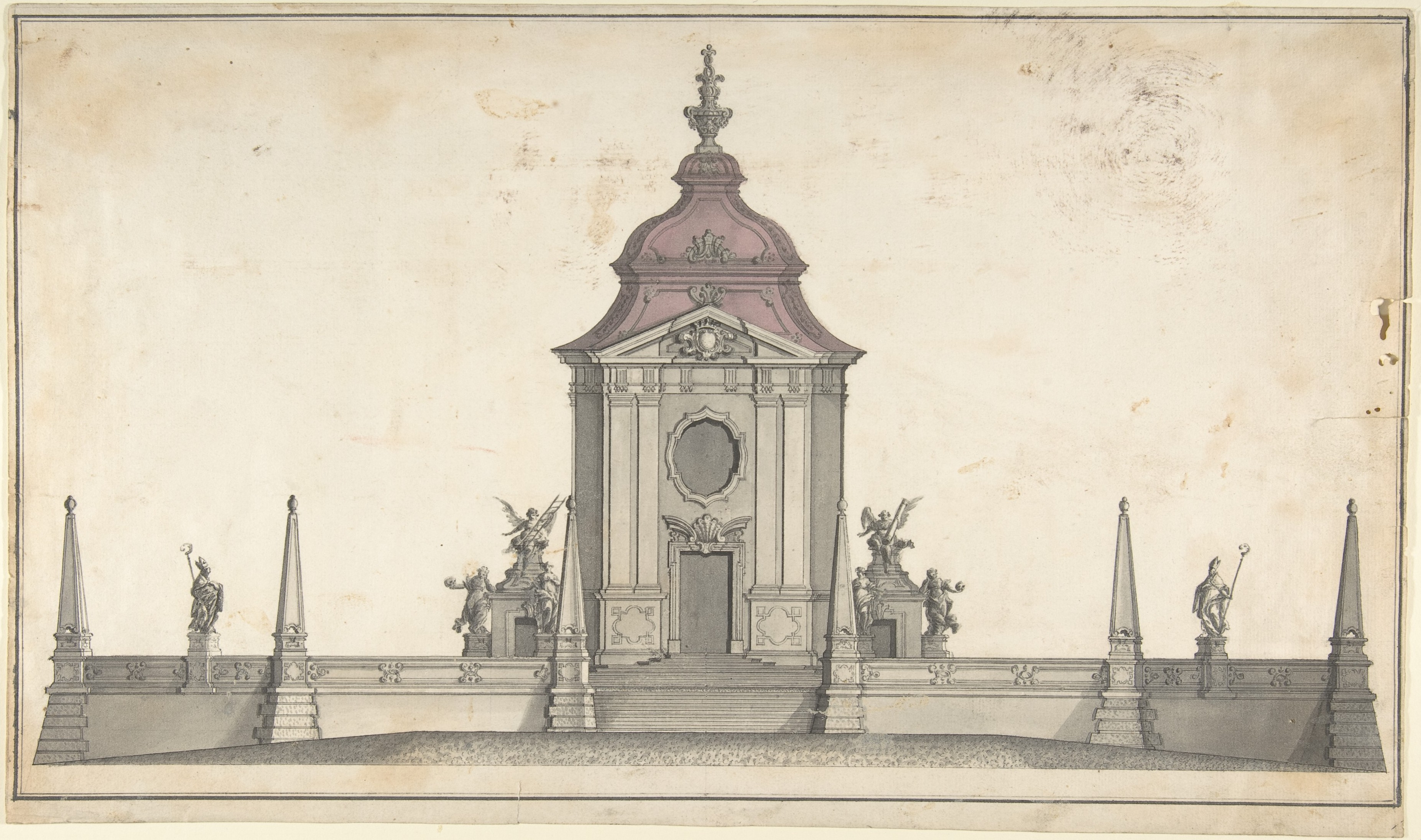
Barokní zobrazení hřbitova.

Hřbitov byl vysvěcen 12. května 1743. Jeho výzdoba nebyla tehdy ještě dokončena a po smrti posledního Petřvaldského k tomu ani nedošlo. Opravy proběhly v letech 1872 a 1896. Kvůli sesunutí levé zadní zdi byl opravován v roce 1927 a 1928. Od té doby hřbitov chátral. S rekonstrukcí bylo započato v roce 1998, vzniklo také občanské sdružení Za záchranu hřbitova ve Střílkách. V roce 2001 bylo ukradeno 10 vzácných soch. Při rekonstrukci, která ještě trvá, bylo opraveno schodiště, balustrády a zdi. Ukradené sochy nahradily jejich kopie.
Slavnostního znovuotevření se hřbitov dočkal 7. června 2008. V roce 2010 byl vyhlášen národní kulturní památkou.